# Love Me Land
Love Me Land è un singolo della cantante svedese Zara Larsson, pubblicato il 10 luglio 2020 come terzo estratto dal terzo album in studio Poster Girl.

## Pubblicazione
Il 7 luglio 2020 Larsson ha rivelato attraverso i suoi social media la copertina del brano, nonché un'anteprima del video musicale.

## Video musicale
Il video musicale, reso disponibile in concomitanza con l'uscita del brano, è stato girato in Svezia durante la pandemia di COVID-19.

## Tracce
Testi e musiche di Zara Maria Larsson, Justin Tranter, Julia Michaels e Jason Gill.
Download digitale
1. Love Me Land – 2:39

Download digitale – Secondcity Remix
1. Love Me Land (Secondcity Remix) – 3:46

## Formazione
- Zara Larsson – voce
- Jason Gill – chitarra, basso, batteria, programmazione, percussioni, tastiera, corde, produzione
- Oliver Frid – produzione vocale
- Șerban Ghenea – missaggio
- John Hanes – assistenza al missaggio
- Michelle Mancini – mastering

## Classifiche
| Classifica (2020-24) | Posizione massima |
| -------------------- | ----------------- |
| Moldavia             | 91                |
| Svezia               | 8                 |